# Jacaranda copaia
Jacaranda copaia là một loài thực vật có hoa trong họ Chùm ớt. Loài này được (Aubl.) D.Don mô tả khoa học đầu tiên năm 1823.